# Volta a Mèxic
La Volta a Mèxic és una competició ciclista per etapes que es disputa a Mèxic.
La primera edició es va disputar el 2008, i ja va entrar al calendari de l'UCI Amèrica Tour. Anteriorment ja hi havia hagut una prova anomenada Volta a Mèxic de 1948 a 1961, i la Ruta Mèxic de 1989 fins al 1999.

## Palmarès
| Any  | Guanyador           | Segon                 | Tercer                |
| ---- | ------------------- | --------------------- | --------------------- |
| 2008 | Glen Chadwick       | Arquímedes Lam        | Ivan Fanelli          |
| 2009 | Jackson Rodríguez   | Carlos López González | David Vitoria         |
| 2010 | Óscar Sevilla       | José Daniel Rincón    | Gregorio Ladino       |
| 2011 | No disputada        |                       |                       |
| 2012 | Julián Rodas        | Daniel Jaramillo      | Stiver Ortíz          |
| 2013 | No disputada        |                       |                       |
| 2014 | Juan Pablo Villegas | Maxat Ayazbayev       | Víctor García Estévez |
| 2015 | Francisco Colorado  | Óscar Sevilla         | Óscar Pachón          |